# Jens Jurn Streutker
Jens Jurn Streutker (Hoogeveen, 23 februari 1993) is een Nederlands voetballer die als verdediger speelt.

## Carrière
Streutker begon bij SV Pesse en speelde in de jeugd bij FC Groningen voor hij in de jeugdopleiding van FC Emmen kwam. Van daar vertrok hij naar sc Heerenveen. In juni 2013 tekende hij een tweejarig contract bij Heerenveen. In het seizoen 2013/14 werd Streutker samen met Mark Uth verhuurd aan Heracles Almelo. Bij zijn debuut op 20 oktober 2013 in de thuiswedstrijd tegen N.E.C. maakte hij als invaller vlak voor tijd de 1–1. Streutker keerde voor het seizoen 2014/15 terug naar Heerenveen, waar hij nog geen speelminuten toebedeeld kreeg. In januari 2015 werd hij verhuurd aan MVV Maastricht. Streutker sloot zich in augustus 2015 vervolgens op amateurbasis aan bij FC Emmen, dat hem transfervrij overnam van sc Heerenveen. In 2016 ging hij naar Harkemase Boys.

### Carrièrestatistieken
| Seizoen                        | Club              | Land            | Competitie      | Competitie | Competitie | Beker | Beker | Internationaal | Internationaal | Overig | Overig | Totaal | Totaal |
| Seizoen                        | Club              | Land            | Competitie      | Wed.       | Dlp.       | Wed.  | Dlp.  | Wed.           | Dlp.           | Wed.   | Dlp.   | Wed.   | Dlp.   |
| ------------------------------ | ----------------- | --------------- | --------------- | ---------- | ---------- | ----- | ----- | -------------- | -------------- | ------ | ------ | ------ | ------ |
| 2013/14                        | sc Heerenveen     | Nederland       | Eredivisie      | 0          | 0          | 0     | 0     | 0              | 0              | 0      | 0      | 0      | 0      |
| 2013/14                        | → Heracles Almelo | Nederland       | Eredivisie      | 11         | 1          | 2     | 0     | 0              | 0              | 0      | 0      | 13     | 1      |
| 2014/15                        | sc Heerenveen     | Nederland       | Eredivisie      | 0          | 0          | 0     | 0     | 0              | 0              | 0      | 0      | 0      | 0      |
| 2014/15                        | → MVV Maastricht  | Nederland       | Eerste divisie  | 5          | 0          | 0     | 0     | 0              | 0              | 0      | 0      | 5      | 0      |
| Carrière totaal                | Carrière totaal   | Carrière totaal | Carrière totaal | 16         | 1          | 2     | 0     | 0              | 0              | 0      | 0      | 18     | 1      |
| Bijgewerkt op 10 augustus 2015 |                   |                 |                 |            |            |       |       |                |                |        |        |        |        |